# Rimaya

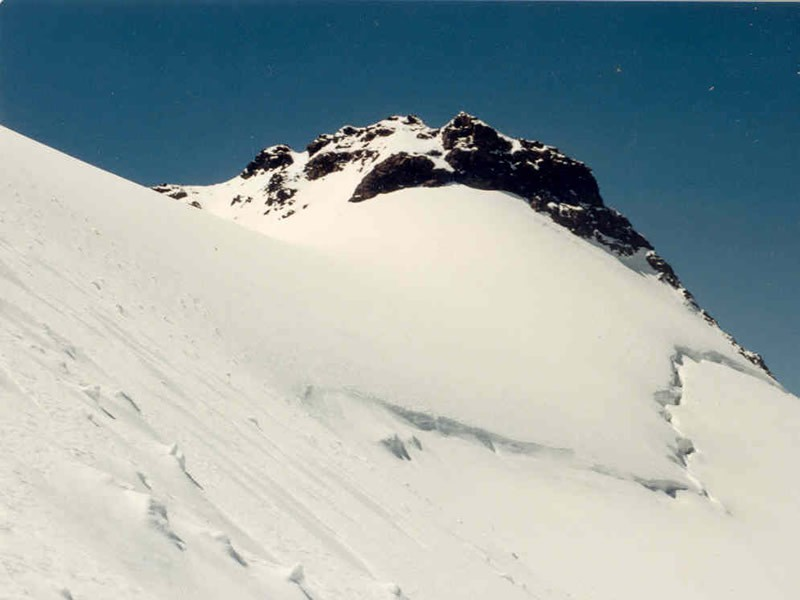
Una rimaya en el Schnapfenspitze, en el Tirol (Austria).

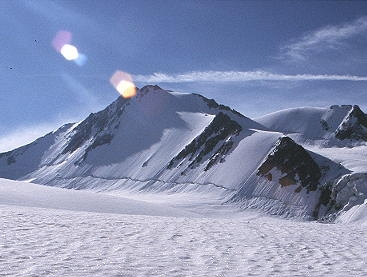
Rimaya al pie del Hintere Schwärze, en los Alpes de Ötztal.

Una rimaya o bergschrund (germanismo usado en geomorfología glacial) es una grieta o hendidura (crevasse) larga, estrecha y profunda localizada  en el extremo superior de un glaciar de circo, que se forma cuando el hielo de los glaciares en movimiento se separa del hielo inmóvil del escarpe.
En un circo, la rimaya está situada en la parte trasera, paralelo a la pared de fondo del circo y es causada por el movimiento rotacional del glaciar. En un glaciar longitudinal, la rimaya se encuentra en el extremo superior del glaciar, formando un ángulo recto con la dirección de avance y es causada por el movimiento hacia abajo del glaciar.
Las rimayas pueden extenderse al lecho de roca y pueden tener una profundidad de más de 100 metros.
En invierno, las rimayas suelen estar llenas de nieve a causa de las avalanchas de nieve de las montañas situadas por encima. A finales del verano, debido a la fusión de la nieve, se encuentran abiertas y puede representar un obstáculo muy difícil para los alpinistas.
Una rimaya es distinta del randkluft (también llamado a veces simplemente rimaya), que es la grieta en que una de las caras es la misma roca, la pared posterior del circo. La randkluft surge en parte de la fusión del hielo debido a la mayor temperatura de la cara rocosa (Benn y Evans). 